# DLGAP5
DLGAP5‏ (DLG associated protein 5) هوَ بروتين يُشَفر بواسطة جين DLGAP5 في الإنسان.